# Marca (gazeta)
Marca – hiszpańskie czasopismo sportowe, dziennik w formie tabloidu, wydawany od 21 grudnia 1938, pierwotnie w San Sebastiánie, obecnie w Madrycie. Pierwszym redaktorem gazety był Manuel Fernández-Cuesta Merelo. Konkurencją dla pisma są barcelońskie Mundo Deportivo i madryckie Diario AS.